# Kadir Keleş
Kadir Keleş (* 1. Januar 1988 in Trabzon) ist ein türkischer Fußballspieler, der für Akhisar Belediyespor spielt.

## Karriere

### Verein
Keleş begann mit dem Vereinsfußball in der Jugend von Trabzonspor. Hier erhielt er im April 2007 einen Profi-Vertrag, spielte aber weiterhin überwiegend für die Reservemannschaft. Neben seiner Tätigkeit bei der Reservemannschaft nahm er auch am Training der Profis teil und wurde bei der Mannschaftsplanung berücksichtigt. So gab er in der Saison 2007/08 in einer Erstligabegegnung sein Profidebüt. Um ihm Spielpraxis zu ermöglichen, wurde Keleş für die Spielzeit 2008/09 an den Zweitligisten Gaziantep Büyükşehir Belediyespor ausgeliehen und in der Saison 2009/10 an die Zweitmannschaft Trabzonspors, den Viertligisten 1461 Trabzon.
Zum Sommer 2010 wechselte er zum damaligen Zweitligisten Diyarbakırspor. Dieser Verein konnte im Laufe der Saison die Spielergehälter nicht zahlen und erteilte den meisten Spieler in der Winterpause die Freigabe. So verließ Keleş zum Frühjahr diesen Verein und ging zum Drittligisten Adana Demirspor.
Nach einem Jahr bei Adana Demirspor wechselte er innerhalb der Liga zu seinem alten Verein, den Drittligisten 1461 Trabzon. Mit dieser Mannschaft feierte er zum Saisonende 2011/12 die Meisterschaft der TFF 2. Lig und damit den direkten Aufstieg in die zweitklassige TFF 1. Lig. Im Sommer 2012 wurde er eine weitere Spielzeit an 1461 Trabzon verliehen.
Zum Sommer 2013 wechselte Keleş wieder zu seinem ehemaligen Verein Trabzonspor. Bei Trabzonspor absolvierte er im vorsaisonalen Vorbereitungscamp der Saison 2014/15 einige Spiele. Während dieses Camps diskutierte er nach Vorbereitungsspiel in der Umkleidekabine mit dem Cheftrainer Vahid Halilhodžić und wurde anschließend von diesem zusammen mit sechs weiteren Mitspielern aus dem Kader suspendiert. Anschließend wurde er auf die Verkaufsliste gesetzt. Im Sommer 2014 wechselte er zum Erstligisten Akhisar Belediyespor.

### Nationalmannschaft
Keleş durchlief ab der türkischen U-16 bis zur U-20 alle Jugendnationalmannschaften seines Landes.

## Erfolg
Mit 1461 Trabzon
- Meister der TFF 2. Lig: 2011/12
- Aufstieg in die TFF 1. Lig: 2011/12